# 鉴园
39°56′22″N 116°23′17″E / 39.939345°N 116.388007°E
鉴园是一座中国古典私家园林，位于北京市西城区什刹海街道柳荫街社区小翔凤胡同5号。

## 历史
传说恭亲王奕訢为避恭王府内的喧嚣而另外建设别宅，称 “鉴园”。鉴园北临什刹海后海。中华民国时期，该园曾名“止园”。中华人民共和国时期，全国人大常委会委员长叶剑英曾在此居住。现在，鉴园为中央警卫局使用。